# Frank Enders
Frank Enders (* 4. November 1860 in Milwaukee; † 27. Juni 1921 ebenda) war ein US-amerikanischer Maler, Radierer und Grafiker.

## Leben
Enders, Sohn eines Saloon-Besitzers in der deutschen Gemeinde Milwaukees, lernte dort von 1875 bis 1877 bei Henry Vianden, für den er als Schildermaler arbeitete. Danach arbeitete er im Schilderladen von Henry Baumgaertner in Milwaukee.
Von 1879 bis 1884 studierte er an der Königlichen Akademie der Bildenden Künste in München bei Alois Gabl (Zeichnen) und Wilhelm von Lindenschmit (Malerei). 1882 und 1983 erhielt er an der Münchner Kunstakademie Bronzemedaillen.
1884 wieder in Milwaukee, eröffnete er ein Studio in der 55 Oneida Street. Später war er auch als Direktor der Kunstgalerie im Milwaukeer Ausstellungsgebäude tätig. Mit den Malern Louis Kindt (1832–1923) und Thomas Gardner (1857–1933) arbeitete er an dem Gemälde The Battle of Vicksburg für die Northwest Panorama Company.
Ab 1889 unternahm Enders Reisen, auf denen einige Skizzen und Wandbilder entstanden. So war er in Sioux Falls, Denver und San Juan in New Mexico. Von 1891 bis 1894 hielt er sich in St. Louis, Omaha, Chicago und New York City auf. 1895 kehrte er nach Milwaukee zurück. Dort unterhielt er 1903 ein Atelier in der 7th Street/Grand Avenue und später in der 3rd Street.
Enders war Mitglied der Milwaukee Art Students’ League, der Milwaukee Art Association (1888) und 1900 Mitbegründer der Society of Milwaukee Artists (später umbenannt in Wisconsin Painters and Sculptors), mit denen er auch ausstellte.
Enders befasste sich mit historischer Malerei, Genre-, Porträt-, Stillleben- und Landschaftsmalerei. In der Mitte seiner künstlerischen Laufbahn wählte er  häufig Gewässer und Hafenszenen in Wisconsin als Motiv für seine Gemälde und Radierungen. Er war ein Vertreter der Münchner Schule und wurde von Malern des Realismus wie Wilhelm Leibl beeinflusst.